# Wayne Fontana
Wayne Fontana, geboren als Glyn Geoffrey Ellis (Manchester, 28 oktober 1945 – Stockport, 6 augustus 2020), was een Engelse popzanger.

## Levensloop
In 1961 trad Wayne Fontana toe tot zijn eerste popgroep, The Jets. In 1963 vormde hij samen met Bob Lang, Ric Rothwell en Eric Stewart de groep Wayne Fontana and The Mindbenders. De platen van de groep werden uitgebracht op het label Fontana Records. De artiestennaam Wayne Fontana heeft daarmee echter niets te maken. Hij noemde zich naar D.J. Fontana, de drummer van Elvis Presley. Wayne Fontana was de zanger van de groep en speelde bovendien tamboerijn.
Van de eerste vier platen die de groep uitbracht werden er twee kleine hitjes: Hello Josephine met een 46e en Stop Look and Listen met een 37e plaats in de UK Singles Chart. De vijfde plaat, het ‘neurie-liedje’ Um, Um, Um, Um, Um, Um, uitgebracht in oktober 1964, werd de grote doorbraak. Het kwam tot de vijfde plaats. Een tournee door Engeland met Brenda Lee trok veel publiek.
De volgende plaat, The Game of Love, uitgebracht in januari 1965, werd het grootste succes voor de groep. Het nummer bereikte de tweede plaats in de UK Singles Chart, en in de Verenigde Staten in april 1965 zelfs de eerste plaats in de Billboard Hot 100. De groep toerde door de VS; hoewel er aanvankelijk problemen waren met het verkrijgen van de nodige visa, werd ook deze tournee een succes.
De twee volgende platen, It’s Just a Little Bit Too Late en She Needs Love, boekten tegenvallende resultaten. Er ontstonden spanningen in de groep en eind 1965 liep Wayne Fontana tijdens een concert ineens weg. Eric Stewart nam de zang over en het optreden was toch nog succesvol.
Fontana en The Mindbenders gingen hun eigen weg, al bleven ze allebei bij Fontana Records. The Mindbenders hadden kort na de breuk hun grootste hit met A Groovy Kind of Love; de solocarrière van Wayne Fontana kwam moeizamer op gang. Zijn grootste succes was Pamela Pamela, opgenomen met het orkest van Les Reed, dat begin 1967 in Groot-Brittannië de elfde plaats bereikte.
Fontana werkte met een wisselend gezelschap muzikanten. Ook de naam van zijn begeleidingsgroep wisselde nogal eens: The Opposition, The Mindbenders (uiteraard pas nadat de originele Mindbenders waren ontbonden), The New Mindbenders en The Wayne Fontana Band. Vanaf de jaren zeventig beperkte hij zich tot het nostalgiecircuit. Een regelmatig terugkerende toer waarin hij optrad, was de Solid Silver Sixties Show.
In de vroege jaren van de 21e eeuw kwam hij een paar maal negatief in het nieuws. In 2005 werd zijn faillissement aangevraagd, maar dat wist hij met succes aan te vechten. In 2006 weigerde hij een parkeerboete te betalen en het conflict daarover liep zo hoog op dat hij de auto van een deurwaarder in brand stak. Hij verscheen voor de rechter gekleed als Vrouwe Justitia met een zwaard, een weegschaal, een kroon, een tunica en een zonnebril (justitie is immers blind). In november 2007 werd hij veroordeeld tot een gevangenisstraf van 11 maanden, maar hij kwam meteen vrij omdat hij die termijn al had uitgezeten, als psychiatrisch patiënt gedwongen opgenomen.
Na zijn vrijlating vestigde hij zich in Spanje.
In maart 2011 stond Fontana op het punt van optreden in zijn geboortestad Manchester toen de politie hem kwam arresteren omdat hij een snelheidsboete niet had betaald. Deze keer hoefde hij alleen maar de boete alsnog te betalen. Hij had de boete opgelopen tijdens een vorig bezoek aan Engeland en men had verzuimd het betalingsbevel door te sturen naar Spanje. Fontana wist dus niet dat hij iets moest betalen.
In augustus 2020 overleed hij aan kanker in een ziekenhuis in Stockport.

## Discografie

### Singles van Wayne Fontana and The Mindbenders
| Uitgebracht    | Voorkant / achterkant                              | Hoogste notering |
| -------------- | -------------------------------------------------- | ---------------- |
| juli 1963      | Hello Josephine / Road Runner                      | 46 (GB)          |
| oktober 1963   | For You, for You / Love Potion No. 9               | –                |
| februari 1964  | Little Darlin’ / Come Dance with Me                | –                |
| mei 1964       | Stop Look and Listen / Duke of Earl                | 37 (GB)          |
| oktober 1964   | Um, Um, Um, Um, Um, Um / First Taste of Love       | 5 (GB)           |
| februari 1965  | The Game of Love / Since You’ve Been Gone          | 2 (GB), 1 (VS)   |
| juni 1965      | It’s Just a Little Bit Too Late / Long Time Comin’ | 20 (GB), 45 (VS) |
| september 1965 | She Needs Love / Like I Did                        | 32 (GB)          |
| maart 1969     | Um, Um, Um, Um, Um, Um / The Game of Love          | –                |

### Ep's van Wayne Fontana and The Mindbenders
| Uitgebracht | Naam                   | Nummers                                                                                        |
| ----------- | ---------------------- | ---------------------------------------------------------------------------------------------- |
| 1964        | Road Runner            | Road Runner / Young Blood / Duke of Earl / Talkin’ About You                                   |
| 1964        | Um, Um, Um, Um, Um, Um | Um, Um, Um, Um, Um, Um / First Taste of Love / Stop Look and Listen / Too Much Monkey Business |
| 1965        | The Game of Love       | Since You’ve Been Gone / The Game of Love / She’s Got the Power / One More Time                |
| 1965        | Walking on Air         | Remind My Baby of Me / Walking on Air / She Needs Love / I’m Qualified                         |

### Lp's van Wayne Fontana and The Mindbenders
| Uitgebracht | Naam                              | Nummers |
| ----------- | --------------------------------- | --- |
| 1965        | Wayne Fontana and the Mindbenders | She’s Got the Power / You Don’t Know Me / Git It! / Jaguar and Thunderbird / Certain Girl / One More Time / Where Have You Been? / Keep Your Hands Off My Baby / Too Many Tears / The Girl Can’t Help It / Cops and Robbers / I’m Gonna Be a Wheel Someday |
| 1966        | Eric, Rick, Wayne and Bob         | Some Other Guy / She’s a Rebel / Like I Did / Memphis, Tennessee / It’s Just a Little Bit Too Late / The Shadow Knows / I Remember Love / Skinny Minnie / Honey and Wine / I’m Your Hoochie Coochie Man / Please Stay / Long Time Comin’                   |

### Singles van Wayne Fontana
| Uitgebracht    | Voorkant / achterkant                                       | Hoogste notering |
| -------------- | ----------------------------------------------------------- | ---------------- |
| november 1965  | It Was Easier to Hurt Her / You Made Me What I Am Today     | 36 (GB)          |
| april 1966     | Come on Home / My Eyes Break out in Tears                   | 16 (GB)          |
| augustus 1966  | Goodbye Bluebird / The Sun's So Hot Today                   | 49 (GB)          |
| november 1966  | Pamela Pamela / Something Keeps Calling Me Back             | 11 (GB)          |
| april 1967     | 24 Sycamore / From a Boy to a Man                           | –                |
| september 1967 | The Impossible Years / In My World                          | –                |
| november 1967  | Gina / We All Love the Human Race                           | –                |
| maart 1968     | Storybook Children / I Need to Love You                     | –                |
| juni 1968      | The Words of Bartholomew / Mind Excursion                   | –                |
| november 1968  | Never an Everyday Thing / Waiting for a Break in the Clouds | –                |
| maart 1969     | Dayton Ohio 1903 / Say Goodbye to Yesterday                 | –                |
| juni 1969      | Come on Home / Pamela Pamela                                | –                |
| september 1969 | We’re Building a Love / Charlie Cass                        | –                |
| ? 1969         | Charlie Cass / Linda                                        | –                |
| ? 1973         | Together / One Man Woman                                    | –                |
| augustus 1976  | The Last Bus Home / Give Me Just a Little Bit               | –                |

### Lp's van Wayne Fontana
| Uitgebracht | Naam          | Nummers |
| ----------- | ------------- | --- |
| 1966        | Wayne One     | Fascinating Rhythm / Please Stop the Wedding / My Friend and I / Star of Eastern Street / My Eyes Break out in Tears / Come on Home / (There’s) Always Something There to Remind Me / The Entertainer / Perfidia / It Was Easier to Hurt Her / You Made Me What I Am Today / Internal Circle                |
| 1967        | Wayne Fontana | Pamela, Pamela / Please Stop the Wedding / My Friend and I / Star of Eastern Street / My Eyes Break out in Tears / (There’s) Always Something There to Remind Me / Something Keeps Calling Me Back / The Entertainer / Perfidia / It Was Easier to Hurt Her / You Made Me What I Am Today / Internal Circle |

### Verzamel-cd’s (selectie)
| Uitgebracht | Naam                                                   | Nummers |
| ----------- | ------------------------------------------------------ | --- |
| 1991        | Wayne Fontana & The Mindbenders – The Single Anthology | Hello Josephine (WM) / Stop Look and Listen (WM) / Um, Um, Um, Um, Um, Um (WM) / Game of Love (WM) / Just a Little Bit Too Late (WM) / She Needs Love (WM) / It Was Easier to Hurt Her (W) / A Groovy Kind of Love (M) / Come on Home (W) / Can’t Live with You (Can’t Live without You) (M) / Goodbye Bluebird (W) / Ashes to Ashes (M) / Pamela Pamela (W) / The Letter (M) / Too Much Monkey Business (WM) / For You (WM) / Little Darlin’ (WM) / I Want Her, She Wants Me (M) / We’ll Talk About It Tomorrow (M) / Schoolgirl (M) / Blessed Are the Lonely (M) / 24 Sycamore (W) / The Morning After (M) |
| 2008        | It's Wayne Fontana and The Mindbenders                 | She’s Got the Power / You Don't Know Me / Git It / Jaguar and Thunderbird / Certain Girl / One More Time / Where Have You Been / Keep Your Hands Off My Baby / Too Many Tears / The Girl Can’t Help It / Cops and Robbers / I’m Gonna Be a Wheel Someday / Um, Um, Um, Um, Um, Um / Some Other Guy / She’s a Rebel / Like I Did / Memphis, Tennessee / It’s Just a Little Bit Too Late / The Shadow Knows / I Remember Love / Skinny Minnie / Honey and Wine / I’m Your Hoochie Coochie Man / Please Stay / Long Time Comin’ / Game of Love (allemaal WM) |
| 2008        | Wayne One                                              | Fascinating Rhythm / Please Stop the Wedding / My Friend and I / Star of Eastern Street / My Eyes Break out in Tears / Come on Home / (There’s) Always Something There to Remind Me / The Entertainer / Perfidia / It Was Easier to Hurt Her / You Made Me What I Am Today / Internal Circle / Come on Home (single version) / Goodbye Bluebird / The Sun’s So Hot Today / Pamela Pamela / Something Keeps Calling Me Back / 24 Sycamore / From a Boy to a Man / The Impossible Years / In My World / Gina / We All Love the Human Race / Storybook Children / I Need to Love You / The World of Bartholomew / Mind Excursion / Never an Everyday Thing / Dayton Ohio 1903 / We’re Building a Love / Charlie Cass / Give Me Just a Little More Time / I’m in Love (allemaal W) |
| 2009        | The Very Best of Wayne Fontana & The Mindbenders       | The Game of Love (WM) / Um Um Um Um Um Um (WM) / Pamela Pamela (W) / A Groovy Kind of Love (M) / Stop Look and Listen (WM) / The Letter (M) / Come on Home (W) / It Was Easier to Hurt Her (W) / Goodbye Bluebird (W) / Storybook Children (W) / Something Keeps Calling Me Back (W) / The Words of Bartholomew (W) / She Needs Love (WM) / I Want Her, She Wants Me (M) / Long Time Comin’ (WM) / Like I Did (WM) / Where Have You Been? (WM) / Schoolgirl (M) / Ashes to Ashes (M) / Uncle Joe the Ice Cream Man (M) |

WM = Wayne Fontana and The Mindbenders; W = Wayne Fontana; M = The Mindbenders.